# ناراسیمهودو
ناراسیمهودو 
(به تلوگویی: Narasimhudu) فیلمی محصول سال ۲۰۰۵ و به کارگردانی بی. گوپال است. در این فیلم بازیگرانی همچون ان.تی راما رائو جونیور، آمیشا پاتل، سمیرا ردی، کالاباوان مانی، پانت ایثار، راهول دو و اشیش ویدیارتی ایفای نقش کرده‌اند.